# Championnat de Thaïlande de basket-ball
La Thailand Basketball League (TBL) (Thaï: ไทยแลนด์บาสเกตบอลลีก) est la principale ligue de basket-ball en Thaïlande. La ligue est composée de 8 équipes.

## Historique
La Thailand Basketball League a été lancé en 2012 par lBasketball Sport Association of Thailand afin de développer des joueurs de basket-ball en Thaïlande.

## Equipes
- TGE (Thai Krueng Sanam)
- Hi-Tech Assumption Thonburi
- Nakorn Pathom Mad Goat
- PEA
- Mono Vampire
- Mono Thewphaingarm (Mono Thew)
- Dunkin' Raptors
- OSK R. Airline

## Palmarès

### Champions TBL
- 2012 : Thew Charoen Aksorn
- 2013 : Hi-Tech Bangkok City
- 2014 : Nakorn Phantom Mad Goat
- 2015 : Mono Vampire
- 2016 : Mono Vampire
- 2017 : Mono Vampire
- 2018 : Hi-Tech Bangkok City

### Tableau d'honneur
Le tableau suivant liste les clubs vainqueurs du championnat de Thaïlande, le nombre de titres remportés et les années correspondantes.
| Rang | Club                    | Titres | Années           |
| ---- | ----------------------- | ------ | ---------------- |
| 1    | Mono Vampire            | 3      | 2015, 2016, 2017 |
| 2    | Hi-Tech Bangkok City    | 2      | 2013, 2018       |
| 3    | Nakorn Phantom Mad Goat | 1      | 2014             |
| 4    | Thew Charoen Aksorn     | 1      | 2012             |

## Saison régulière et séries éliminatoires
La saison régulière commence généralement au mois d'août. Après la saison régulière, la ligue procède au tour des play-off où les quatre meilleures équipes de la saison régulière jouent deux matchs. Les deux équipes restantes jouent  la finale pour déterminer le vainqueur du championnat.

## All-Star Teams
Chaque équipe est tenue d'envoyer 1 joueur composant la All-Star Team   pour le All-Star Game qui se tient au milieu de la saison.

## Règle
La ligue utilise des règles de la FIBA. Les équipes peuvent avoir jusqu'à deux joueurs étrangers dans leur liste, mais les équipes peuvent utiliser un seul joueur étranger sur le terrain. Les équipes peuvent également avoir cinq joueurs de l'équipe nationale, mais ne peuvent utiliser trois joueurs sur le terrain.

## Broadcasting
La Thailand Basketball League est diffusée à l'échelle nationale par MONO29.